# كردآباد (مقاطعة فومن)
كردآباد (بالفارسية: کردآباد) هي قرية تقع في غيلان في إيران. يقدر عدد سكانها بـ 293 نسمة بحسب إحصاء 2016.